# Associação Atlética Ponte Preta Country Club
L'Associação Atlética Ponte Preta Country Club è una società pallavolistica femminile brasiliana, con sede a Valinhos: milita nel campionato brasiliano di Superliga Série B.

## Storia
L'Associação Atlética Ponte Preta Country Club viene fondato il 1º dicembre 1961, all'interno dell'omonimo club polisportivo, di cui rappresenta la sezione di punta. Nell'annata 2014-15 fa il suo debutto in Superliga Série B, ottenendo la promozione in Superliga Série A dopo il Torneio Seletivo. Prende parte a tre campionati consecutivi in massima serie, usufruendo di due ripescaggi dopo altrettante retrocessioni, fino al ritorno definitivo in serie cadetta del 2018.
Nel campionato 2019-20 è nuovamente in massima serie, finendo però per retrocedere immediatamente; stessa sorte che gli tocca anche al termine dell'annata 2021-22.